# HD30121
HD30121 — хімічно пекулярна зоря спектрального класу A3, що має видиму зоряну величину в смузі V приблизно 5,3.
Вона  розташована на відстані близько 162,1 світлових років від Сонця.

## Фізичні характеристики
Зоря HD30121 обертається
досить швидко
навколо своєї осі. Проєкція її екваторіальної швидкості на промінь зору становить Vsin(i)= 75км/сек.